# Erich Abraham
Erich Abraham (27 de marzo de 1895-7 de marzo de 1971) fue un general en la Wehrmacht de la Alemania Nazi quien comandó la 76.ª División de Infantería y después el LXIII Cuerpo en el frente occidental durante la II Guerra Mundial. También recibió la Cruz de Caballero de la Cruz de Hierro con Hojas de Roble.

## Biografía
Abraham nació en Marienburg, Prusia Oriental en 1895. Se alistó como voluntario para el servicio militar después del estallido de la I Guerra Mundial y al año siguiente fue comisionado como Leutnant der Reserve. Fue desmovilizado en 1920 como Oberleutnant honorario, y se unió a la policía. Volvió al servicio militar en 1935 con el rango de Major. Comandó un batallón de infantería en el 105.º Regimiento de Infantería en 1936-39, siendo promovido a Oberstleutnant en 1938. En 1939, fue transferido al 266.º Regimiento de Infantería, de nuevo comandando un batallón por un año. En 1940 fue seleccionado como oficial comandante del 230.º Regimiento de Infantería, y en 1941 fue promovido a Oberst, continuando al mando de ese regimiento hasta 1942. Durante su tiempo al mando del 230.º Regimiento de Infantería, se le concedió la Cruz de Caballero de la Cruz de Hierro.
El 17 de febrero de 1943 fue seleccionado para comandar la 76.ª División de Infantería que estaba siendo reconstruida en Francia después de que la división original hubiera sido destruida en Stalingrado. Fue promovido a Generalmajor el 1 de junio de 1943, después de lo cual lideró la división inicialmente en Italia, antes de ser trasladada al Grupo de Ejércitos Sur en el frente oriental durante el invierno de 1943-44. El 1 de enero de 1944, Abraham fue promovido a Generalleutnant. Continuó al mando de la división en combates intensos y durante la retirada ante la Ofensiva del Dniéper-Cárpatos del Ejército Rojo, y excepto un breve periodo de tiempo en julio-agosto, dirigió la división hasta octubre de 1944. Mientras comandaba la división, le fueron concedidas las Hojas de Roble de su Cruz de Caballero de la Cruz de Hierro. Más tarde ese año fue seleccionado para comandar el LXIII Cuerpo. En marzo de 1945 fue promovido a General der Infanterie. Capturado al fin de la guerra, fue liberado en agosto de 1947. Después de su liberación vivió en Wiesbaden, Alemania Occidental. Murió en 1971.

## Condecoraciones
- Cruz de Hierro (1914), 2.ª Clase (2 de septiembre de 1915) & 1.ª Clase (27 de junio de 1917)[4]
- Cruz al Mérito Militar austriaca, 3.ª Clase con Decoración de Guerra (20 de marzo de 1917)[5]
- Cruz de Honor de la Gran Guerra 1914/1918 (1 de diciembre de 1934)[5]
- Condecoración al Largo Servicio de la Wehrmacht, 2.ª Clase (2 de octubre de 1936)[5]
- Broche de la Cruz de Hierro (1939), 2.ª Clase (10 de marzo de 1940) & 1.ª Clase (21 de junio de 1940)[4]
- Gran Cruz de la Orden de la Corona (Rumania, 22 de junio de 1942)[4]
- Medalla de la Infantería de Asalto (13 de noviembre de 1942)[4]
- Cruz Alemana en Oro el 7 de marzo de 1942 como Oberst y comandante del 230.º Regimiento de Infantería[6]
- Cruz de Caballero de la Cruz de Hierro con Hojas de Roble
  - Cruz de Caballero el 13 de noviembre de 1942 como Oberst y comandante del 230.º Regimiento de Infantería[2]
  - 516.ª Hojas de Roble el 26 de junio de 1944 como Generalleutnant y comandante de la 76.ª División de Infantería[2]

### Citas
1. 1 2  Mitcham, 2008, p. 242.
2. 1 2 3 4  Scherzer 2007, p. 187.
3. ↑  Mitcham, 2007, p. 94.
4. 1 2 3 4  Thomas 1997, p. 1.
5. 1 2 3  Thomas & Wegmann 1987, p. 10.
6. ↑  Patzwall & Scherzer 2001, p. 10.